# Бєлянська печера
Бєлянська печера (словац. Belanská jaskyňa, нім. Beler Tropfsteinhöhle, угор. Bélai Cseppkőbarlang) — печера, національна природна пам'ятка, що розташована в Бєльських Татрах, що в Словаччині, на північному схилі г. Кобілій Врх (адміністративні кордони міста Високі Татри).

## Історія
Місцеві мешканці вже давно знали про печеру, але в 1881 р. троє мешканців із м. Списька Бела, Юліуш Хуш і Йоган Брітц із сином, вирішили дослідити печеру. У наступному році печеру частково відкрили для відвідувачів, а в 1896 р. провели електричне освітлення. Через тривалі дослідження печери виявлено як горизонтальні підземні ходи довжиною в 3641 м, так і вертикальні — 160 м. В 1979 р. печеру віднесли до природоохоронних об'єктів. На сьогодні для відвідувачів доступно підземні ходи довжиною в 1135 м. Маршрут освітлено, прокладено бетонні тротуари і сходи з поручнями (800 сходинок). Екскурсія з провідником триває близько 70 хв.

## Фауна печери
У печері проживає 7 видів кажанів. Найбільше є Нічниці великої, рідше: Нічниця вусата, Нічниця Брандта, Нічниця триколірна, періодично з'являються Вухань звичайний, Пергач північний і навіть Підковик малий. З дрібних безхребетних найвідомішим є глибинний сліпий рак (Bathynella natans), який проживає в підземних озерах. Довжина тіла рака становить від 1 до 2 мм. Він вважається реліктом Третинного періоду.

## Кліматичні умови
Температура повітря в печері становить від 5 до 6,3 °C, відносна вологість 90 до 97 %.

## Туристичні стежки
— Жовтий маркер починаючи з с. Татранська Котліна і до самої печери. Час ходьби по маршруту 35 хв в обох напрямках.